# 밀양 표충사 아미타구품도
밀양 표충사 아미타구품도(密陽 表忠寺 阿彌陀九品圖)는 대한민국 경상남도 밀양시 단장면 구천리, 표충사에 있는 불화이다. 
2008년 1월 10일 경상남도의 유형문화재 제467호 표충사 아미타구품탱으로 지정되었다가, 2018년 12월 20일 현재의 명칭으로 변경되었다.

## 개요
표충사 대홍원전(大弘願殿)에 봉안되어 있는 아미타구도는 아미타극락회상도(阿彌陀極樂會上圖)의 일종으로 아미타경(阿彌陀經)을 바탕으로 하여 그려진 탱화이다. 즉, 극락정토의 모습을 조밀하고도 세밀하게 화면 전체에 묘사하고 있는 관경변상도(觀經變相圖)인 것이다. 이 탱화는 현재 대홍원전 내에 마련된 불단 위에 액자 형태로 봉안되어 있으며, 최근에 탱화 앞쪽 사방 외곽에 다시 나무로 틀을 짜 놓은 상태이다. 따라서 화면 하단에 墨書되어 있는 畵記 부분이 틀 속에 가려져 있기에 그 내용을 자세히 파악할 수는 없다.

## 참고 문헌
- 밀양 표충사 아미타구품도 - 국가유산청 국가유산포털